# Зимы
Зимы — хутор в Очёрском городском округе Пермского края России.

## География
Хутор находится в юго-западной части края, в пределах денудационной Предуральской равнины, на расстоянии приблизительно 11 километров (по прямой) к югу от города Очёра, административного центра округа. Абсолютная высота — 218 метров над уровнем моря.
Климат
Климат характеризуется как континентальный, с морозной продолжительной зимой и коротким тёплым летом. Средняя многолетняя температура самого холодного месяца (января) составляет −15,5 °C (абсолютный минимум — −38 °С), температура самого тёплого (июля) — 17,5 °C (абсолютный максимум — 37 °С). Продолжительность безморозного периода — 115 дней. Среднегодовое количество осадков — 441 мм.

## История
Принят в учётные данные в 1997 году.
До 2019 года входил в состав ныне упразднённого Нововознесенского сельского поселения Очёрского района.

## Население
| 2002 | 2010 | 2021 |
| ---- | ---- | ---- |
| 5    | ↘2   | ↘0   |

Половой состав
По данным Всероссийской переписи населения 2010 года в половой структуре населения мужчины составляли 100 %.
Национальный состав
Согласно результатам переписи 2002 года, в национальной структуре населения русские составляли 100 % из 5 чел.